# Resident Evil Uprising
Resident Evil Uprising (Resident Evil insurrección) es un videojuego de la saga Resident Evil de teléfono móvil, desarrollado por Capcom, lanzado en el tercer trimestre de 2009. El juego vuelve a los acontecimientos de Resident Evil 2, de la misma manera que Resident Evil Genesis vuelve a los acontecimientos del primer Resident Evil.

## Argumento
Comienza con Claire Redfield entrando en la estación de policía de Racoon City. En el vestíbulo principal, ella se enfrenta con el primer zombi, que es rápidamente asesinado por Leon S. Kennedy, éste es el primer encuentro entre ellos. Al inspeccionar la estación de policía, Leon y Claire se encuentran a Sherry Birkin, que se escapa poco después de que los ve. Después de resolver varios puzles en la estación de policía, incluyendo hablar al jefe de policía Brian Irons y luchando contra una mutación de William Birkin y los parásitos G, Leon y Claire se encuentran en los desagües, donde se deben operar dos puertas al mismo tiempo, con el fin de abrir una ruta al tranvía. Después de esto, el tranvía se activa, Claire debe ir a encontrar con Sherry, que se encuentra en una habitación de arriba. Cuando Claire la encuentra, se escapa otra vez, insistiendo en que ella debe encontrar a su padre, William Birkin. Mientras buscaba a Sherry, Claire vuelve a la sala que lleva al tranvía donde conoce a Annette Birkin, y ésta le dice información sobre el G-virus y que William se inyectó con él. En este punto, Claire y Annette escuchan un grito y Annette le dice a Claire que tiene que encontrar a su hija y Claire comienza a buscar a Sherry de nuevo. Se la encuentra en un baño de la comisaría, donde Sherry le dice que le duele el estómago y que su padre se convirtió en un monstruo. Claire entonces lleva a Sherry al tranvía y viajan con Leon al laboratorio. Después de esconder a Sherry en una habitación, Leon y Claire comienzan la búsqueda de una cura para ella. Encuentran un cartucho de la vacuna y la hacen, Claire encuentra a Annette en una sala de poder, donde le enseña a Claire la muestra del G-Virus y ésta le dice a Annette que Sherry fue herida. La mutación de William cambia de aspecto y lesiona a Annette, luego William se va sin luchar con Claire. Annette le dice a Claire sobre la vacuna y le entrega un archivo sobre como producirla, junto con la muestra G. Con la vacuna base y la muestra G y Anette finalmente muere. Claire es capaz de crear y administrar la vacuna a Sherry, y se van al tranvía, que los llevará a las afueras de la ciudad. Justo cuando creen que todo terminó, Leon queda atrapado en otro vagón del tranvía, mientras que William ataca a Claire y Sherry. Una vez que William es asesinado, Leon, Claire, y Sherry abandonan el tranvía y el juego termina con Claire siguiendo buscando a su hermano.

## Jugabilidad
Adaptado específicamente para teléfonos celulares, ofrece una vista isométrica en 2D usando sprites en lugar de los gráficos en 3D encontrados originalmente en Resident Evil 2. El modo de juego también ha sido adaptado y, centrándose en la resolución de puzles y aventuras. Las habitaciones a menudo requieren llaves específicas o elementos que permiten al jugador pasar a la siguiente área, y estos elementos se ocultan en diversos objetos, tales como los aparadores y las plantas, que obliga al jugador a buscar toda la habitación para continuar.

## Protagonistas
El jugador toma el control de Claire Redfield, que ha entrado en Raccoon City para buscar a su hermano, Chris Redfield. A lo largo del camino se encuentra con Leon Kennedy y deben luchar por salir de la ciudad.

## Diferencias con Resident Evil 2
- Claire y León se reúnen en la comisaría de policía en lugar del restaurant.
- Las armas se limitan a un cuchillo de combate, una pistola Browning HP, un revólver Colt Python, una escopeta Remington M1100-P y un lanzagranadas M79.
- Los enemigos se limitan a zombis, cerberus, giant crocodile, plant 43, Mutant G y la mutación de Birkin con el G-Virus.
- Personajes secundarios como Ada Wong, Robert Kendo, y Marvin Branagh fueron retirados de la historia.
- En lugar de simplemente apuntar y disparar, cuenta con un sistema de indicadores en el que un jugador debe presionar el botón de acción cuando el indicador lo indique. Cuando se hace correctamente, el enemigo es dañado, cuando se hace incorrectamente, el jugador no le da al objetivo.

- Datos: Q6106428